# Podbělský hřbet
Podbělský hřbet (neoficiálně východní hřeben) je geomorfologický okrsek pohoří Králického Sněžníku. Nachází se v centrální části české strany hor. Osou hřbetu je vedena hranice mezi Pardubickým a Olomouckým krajem. Nejvyšší horou hřbetu je Sušina (1321 m).

## Geomorfologie
Podbělský hřbet náleží do geomorfologického celku Králický Sněžník. Jeho jižní zakončení v prostoru spočinku Maliník je vyděleno jako samostatná část. Hřbet vybíhá jižním směrem z Hornomoravské hornatiny. Od západnějšího Malosněžnického hřbetu jej odděluje údolí řeky Moravy, jeho jižní zakončení se pne nad Červenopotoční kotlinou, která se již řadí do Hanušovické vrchoviny. Východním směrem ze hřbetu vybíhají Tetřevské rozsochy a na severovýchodě jej od Hraničního hřbetu odděluje údolí Stříbrnického potoka.
| Geomorfologické členění Králického Sněžníku                                          | Geomorfologické členění Králického Sněžníku | Geomorfologické členění Králického Sněžníku |
| ------------------------------------------------------------------------------------ | ------------------------------------------- | ------------------------------------------- |
| ČESKÁ VYSOČINA • Krkonošsko-jesenická subprovincie • Jesenická oblast                |                                             |                                             |
| NEČLENÍ SE                                                                           | Hornomoravská hornatina                     | nečlení se (Králický Sněžník, 1423 m)       |
| NEČLENÍ SE                                                                           | Malosněžnický hřbet                         | nečlení se (Malý Sněžník, 1327 m)           |
| NEČLENÍ SE                                                                           | Podbělský hřbet                             | nečlení se (Sušina, 1321 m)                 |
| NEČLENÍ SE                                                                           | Tetřeví rozsochy                            | nečlení se (Babuše, 1245 m)                 |
| NEČLENÍ SE                                                                           | Hraniční hřbet                              | nečlení se (Rykowisko, 948 m)               |
| PROVINCIE • Subprovincie • Oblast / Celek / PODCELEK • Okrsek • Podokrsek • (vrchol) |                                             |                                             |

## Vrcholy

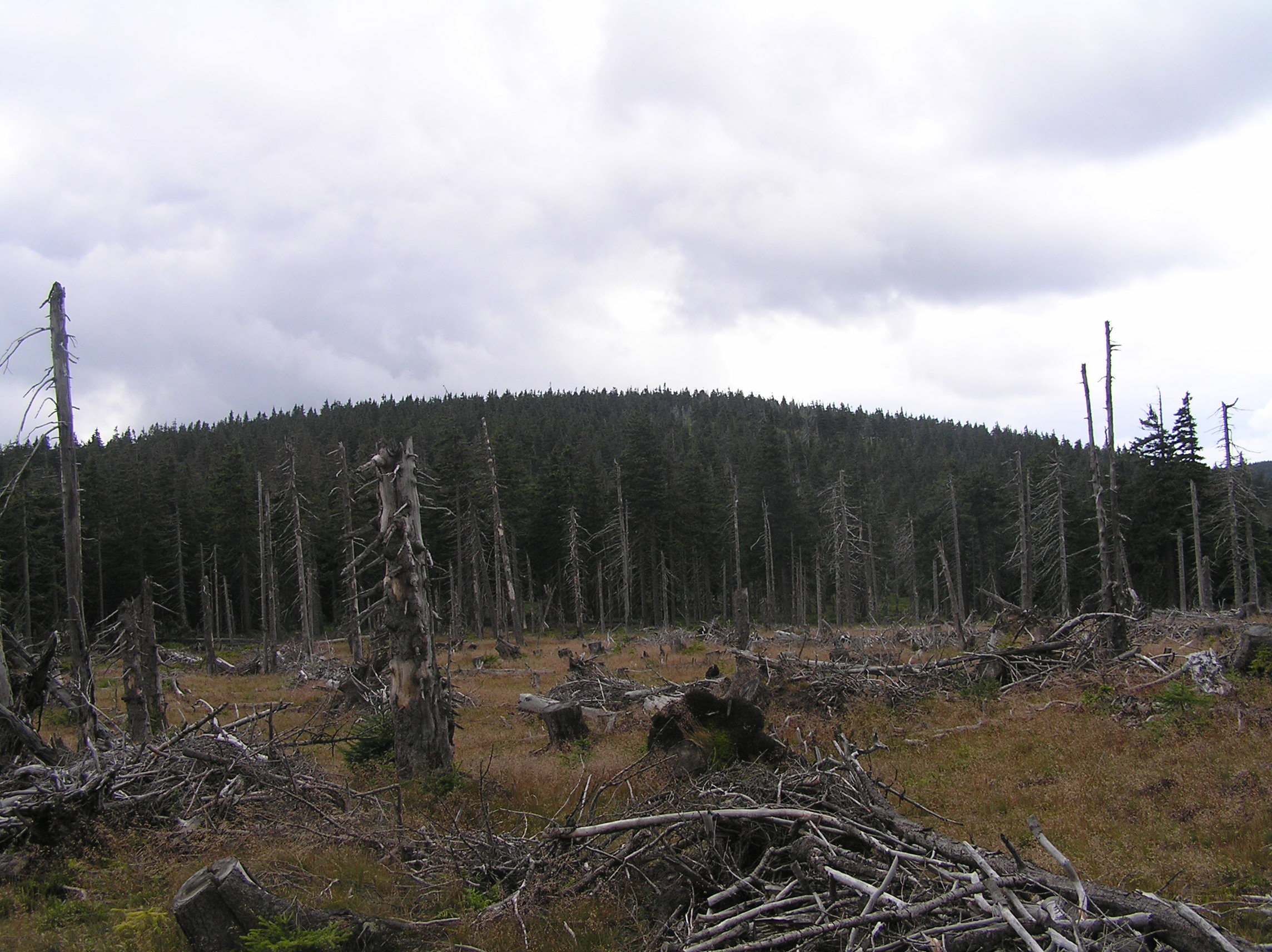
Sušina ze severu

- Sušina (1321 m v centrální části hřbetu)
- Podbělka (1307 m v centrální části hřbetu)
- Černá kupa (1295 m v severní části hřbetu)
- Stříbrnická (1251 m v severním zakončení hřbetu)
- Uhlisko (1240 m v západním výběžku centrální části hřbetu)
- Slamník (1232 m v jižní části hřbetu)
- Koňský hřbet (991 m v západním výběžku severní části hřbetu)

## Vodstvo
Podbělský hřbet spadá do povodí Moravy, která protéká pod jeho západními svahy. Potoky odvodňující východní svahy odtékají do říčky Krupé, která se do Moravy rovněž zleva vlévá. Prostor mezi Sušinou a Stříbrnickou pokrývají vrchovištní mokřady, podle kterých se tato část hřbetu nazývá Mokrý hřbet. Malé jezírko se nachází na dně Patzeltovy jeskyně v západním svahu Podbělky.

## Vegetace
Převažující hospodářské smrčiny, jsou rozrušeny rozsáhlými pasekami. Až na jižní zakončení se celý prostor hřbetu nachází na území národní přírodní rezervace Králický Sněžník.

## Komunikace
Svahy hřbetu jsou obsluhovány lesními cestami leckdy velmi vysoké kvality. Hřebenová pěšina sledovaná modře značenou turistickou trasou KČT 2209 se vyskytuje pouze mezi Podbělkou a severním koncem, jižněji vede pouze lesní průsek. Z Vojtíškova byla v závěru třicátých let do východního podvrcholového prostoru vybudována vojenská silnice, která měla sloužit k dodávkám materiálu pro plánovanou výstavbu těžkého pohraničního opevnění. Dnes silnice vykazuje různou kvalitu dle aktuálního využití.

## Stavby
Trvale užívaná zástavba se v prostoru Podbělského hřbetu nenachází. Hlavní hřeben od jihu po Sušinu sleduje linie lehkého opevnění budovaného před druhou světovou válkou proti nacistickému Německu. Díky tehdejší absenci vhodných cest zde byla vybudována dvojice vojenských nákladních lanových drah (lanová dráha Hynčice - Sušina a lanová dráha Sklené - Podbělka), které byly provozovány mezi lety 1937 a 1938). Trávou zarostlý základ vrcholového stožáru je na Podbělce k nalezení dosud. V jihovýchodním sedle Podbělky se nachází chata Babuše.